# Filosofía y literatura
La filosofía y la literatura involucra el tratamiento literario de los filósofos y los temas filosóficos (la literatura de la filosofía), y el tratamiento filosófico de las cuestiones planteadas por la literatura (la filosofía de la literatura).

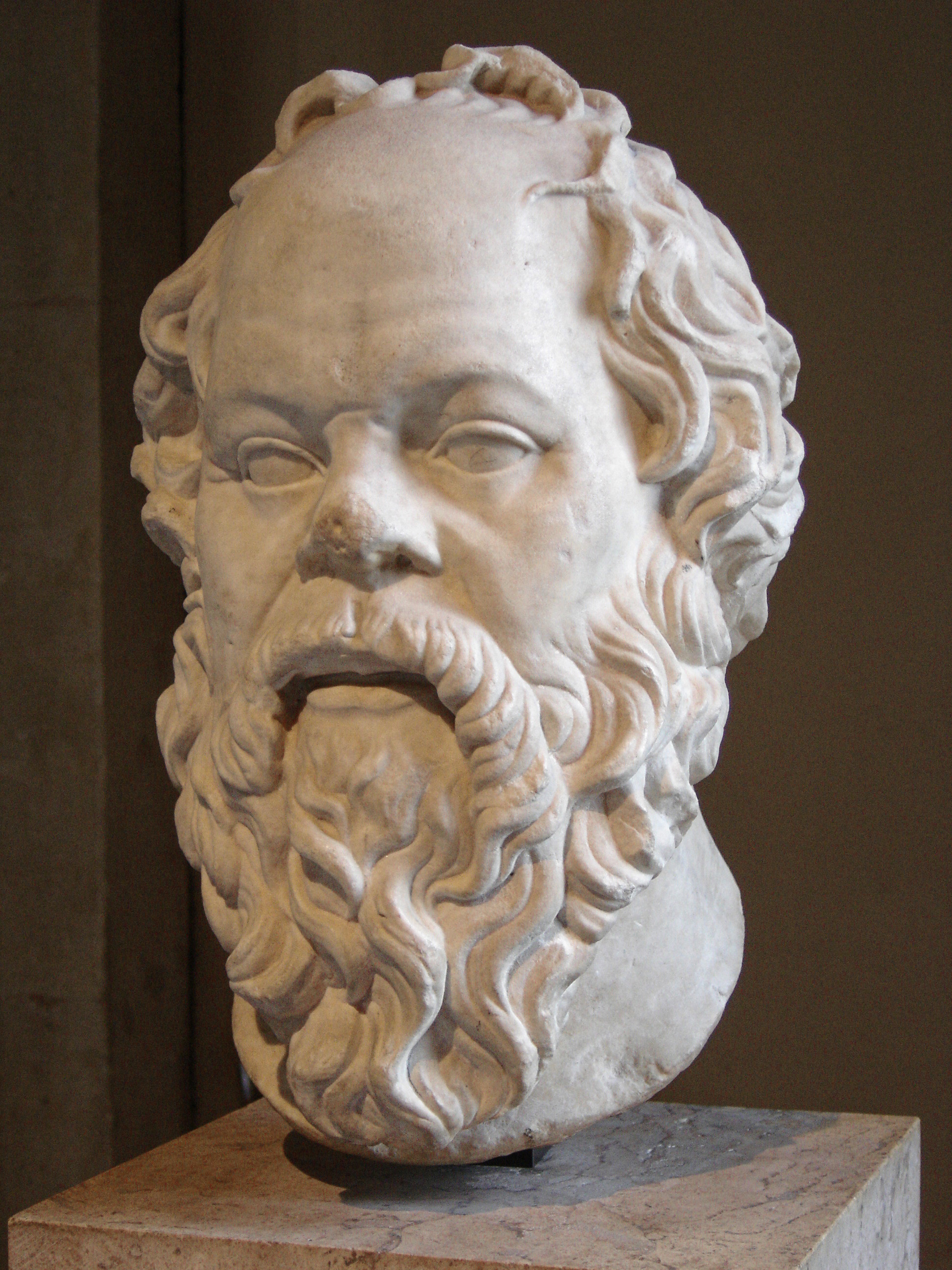
Las nubes de Aristófanes presentaron a Sócrates como una figura cómica.

## La filosofía de la literatura
Estrictamente hablando, la filosofía de la literatura es una rama de la estética, la rama de la filosofía que se ocupa de la pregunta "¿qué es el arte?" Gran parte de la filosofía estética tradicionalmente se ha centrado en las artes plásticas o la música, sin embargo, a expensas de las artes verbales. De hecho, mucha discusión tradicional de la filosofía estética busca establecer criterios de calidad artística que son indiferentes a la materia que se está representando. Dado que todas las obras literarias, casi por definición, contienen contenido nocional, las teorías estéticas que se basan en cualidades puramente formales tienden a pasar por alto la literatura.
La misma existencia de la narrativa plantea cuestiones filosóficas. En la narración, un creador puede encarnar, y los lectores pueden imaginar, personajes de ficción e incluso criaturas o tecnologías fantásticas. La capacidad de la mente humana para imaginar e incluso experimentar empatía con estos personajes de ficción es en sí misma una revelación sobre la naturaleza de la mente humana. Se puede pensar que alguna ficción es una especie de experimento mental en ética: describe personajes ficticios, sus motivaciones, sus acciones y las consecuencias de sus acciones. Es en este sentido que algunos filósofos han elegido varias formas narrativas para enseñar su filosofía (ver más abajo).

### Literatura y lenguaje
Platón, por ejemplo, creía que la cultura literaria e incluso las letras de la música popular tenían un fuerte impacto en las perspectivas éticas de sus consumidores. En la República, Platón muestra una fuerte hostilidad hacia los contenidos de la cultura literaria de su época, y propone una fuerte censura de la literatura popular en su utopía.
Más recientemente, sin embargo, filósofos de diferentes tendencias han adoptado enfoques diferentes y menos hostiles a la literatura. Desde el trabajo de los Empiristas británicos e Immanuel Kant a finales del siglo XVIII, la filosofía occidental ha estado preocupada por una cuestión fundamental de la epistemología: la cuestión de la relación entre ideas en la mente humana y el mundo existente fuera de la mente, si de hecho tal mundo existe. En años más recientes, estos temas epistemológicos se han convertido en una discusión extensa de palabras y significado: ¿puede el lenguaje, de hecho, unir la barrera entre las mentes? Este grupo de cuestiones relacionadas con el significado del lenguaje y de las "escrituras" a veces se conoce con el nombre del giro lingüístico.
Como tal, las técnicas y herramientas desarrolladas para la crítica literaria y la teoría literaria alcanzaron una mayor prominencia en la filosofía occidental de finales del siglo XX. Filósofos de diversas tendencias prestaron más atención a la literatura que sus predecesores. Algunos buscaron examinar la cuestión de si de hecho era realmente posible comunicarse usando palabras, si era posible que el significado pretendido del autor se comunicara a un lector. Otros buscaron utilizar las obras literarias como ejemplos de la cultura contemporánea, y buscaron revelar las actitudes inconscientes que sintieron presentes en estas obras con el propósito de la crítica social.

### La verdad de la ficción
Las obras literarias también plantean cuestiones relativas a la verdad y la filosofía del lenguaje. En opinión educada, al menos, comúnmente se considera cierto que Sherlock Holmes vivió en Londres. También se considera cierto que Samuel Pepys vivió en Londres. Sin embargo, Sherlock Holmes nunca vivió en ningún lugar; él es un personaje de ficción. Samuel Pepys, por el contrario, se considera que ha sido una persona real. El interés contemporáneo en Holmes y en Pepys comparte fuertes similitudes; la única razón por la cual alguien sabe cualquiera de sus nombres es por un interés permanente en leer acerca de sus supuestos actos y palabras. Estas dos afirmaciones parecen pertenecer a dos órdenes diferentes de verdad. Surgen otros problemas relacionados con el valor de verdad de las afirmaciones sobre mundos ficticios y personajes que pueden implicarse pero que no están expresados explícitamente en ninguna parte por nuestro conocimiento sobre ellos, como "Sherlock Holmes tenía una sola cabeza" o "Sherlock Holmes nunca viajó a la luna".

## La literatura de la filosofía

### Poemas filosóficos
Varios poetas han escrito poemas sobre temas filosóficos, y algunos filósofos importantes han expresado su filosofía en verso. La cosmogonía de Hesíodo y el De Rerum Natura (De la naturaleza de las cosas) de Lucrecio son poemas filosóficos importantes. El género de la poesía épica también se usó para enseñar filosofía. Viasa narró la antigua épica India Majabhárata con el fin de enseñar filosofía india y filosofía hindú. Homero también presentó algunas enseñanzas filosóficas en su Odisea.
Muchos de los filósofos orientales resolvieron su pensamiento en forma poética. Algunos de los nombres importantes incluyen:
- Viasa
- Yalal ad-Din Muhammad Rumi
- Omar Jayam
- Nezamí Ganyaví
- Sa'di
- Hafez de Shiraz
- Muhammad Iqbal
- Matsuo Bashō
- Farid al Din Attar
- Salah Abd El-sabur
- Mahmoud Darwish
- Karim Elsaiad
- Yibrán Jalil Yibrán

Los poetas filosóficos occidentales notables incluyen:
- Samuel Taylor Coleridge
- San Juan de la Cruz
- T. S. Eliot
- Hildegarda de Bingen
- Homero
- John Milton
- Percy Bysshe Shelley
- James Wright
- Marianne Moore
- Pablo Neruda
- William Carlos Williams
- María Oliver
- Rainer Maria Rilke
- Leslie Marmon Silko
- Robert Creeley
- Fernando Pessoa
- Søren Kierkegaard
- Friedrich Nietzsche
- Georges Bataille
- Lucrecio

### Ficción filosófica
Algunos filósofos se han comprometido a escribir filosofía en forma de ficción, incluidas novelas y cuentos (ver artículo separado sobre ficción filosófica). Esto es aparente al principio de la literatura de la filosofía, donde filósofos como Platón escribieron diálogos en los que los personajes ficticios o de ficción discuten temas filosóficos; Sócrates aparece frecuentemente como protagonista en los diálogos de Platón, y los diálogos son una de las principales fuentes de conocimiento sobre la enseñanza de Sócrates, aunque en este ensayo a veces es difícil distinguir las posiciones reales de Sócrates de las de Platón. Numerosos escritores cristianos poco experimentados, incluidos Agustín, Boecio y Pedro Abelardo, produjeron diálogos; varios filósofos modernos poco experimentados, como George Berkeley y David Hume, escribieron ocasionalmente en este género.
Otros filósofos han recurrido a la narrativa para transmitir sus enseñanzas. El filósofo islámico clásico del siglo XII, Abubacer (Ibn Tufail), escribió una narración ficticia árabe Philosophus Autodidactus (El filósofo autodidacta) como respuesta a The Incoherence of the Philosophers (La incoherencia de los filósofos) de Al-Ghazali, y luego el teólogo y filósofo islámico del siglo XIII Ibn Nafis también escribió una novela narrativa Theologus Autodidactus (El teólogo autodidacta) como respuesta al Philosophus Autodidactus de Abubacer. El filósofo alemán Friedrich Nietzsche a menudo articuló sus ideas en modos literarios, sobre todo en Thus Spoke Zarathustra (Así habló Zaratrusta), un recuento reimaginado de las enseñanzas de Zoroastro. Marqués de Sade y Ayn Rand escribieron novelas en las que los personajes servían como portavoces para posiciones filosóficas, y actúan de acuerdo con ellos en la trama. George Santayana también fue un filósofo que escribió novelas y poesía; la relación entre los personajes de Santayana y sus creencias es más compleja. Los existencialistas incluyen entre sus números a importantes autores franceses que usaron la ficción para expresar sus puntos de vista filosóficos; estos incluyen la novela La Náusea de Jean-Paul Sartre también su obra de teatro A puerta cerrada, y El extranjero de Albert Camus. Toda la producción ficticia de Maurice Blanchot, cuyos títulos incluyen The Step Not Beyond, The madness of the Day, y  The Writing of Disaster, entre otros, constituye un corpus indispensable para el tratamiento de la relación entre la filosofía y la literatura. También lo hace Jacques Derrida en The Post Card: From Socrates to Freud and Beyond (La postal: de Sócrates a Freud y más allá).
Varios filósofos han tenido una influencia importante en la literatura. Arthur Schopenhauer, en gran parte como resultado de su sistema de estética, es quizás el filósofo reciente más influyente en la historia de la literatura; Las novelas posteriores de Thomas Hardy aluden frecuentemente a los temas de Schopenhauer, especialmente en Jude the Obscure. Schopenhauer también tuvo una influencia importante en Joseph Conrad. Schopenhauer también tuvo una influencia menos específica pero más difundida sobre el movimiento simbolista en la literatura europea. Lionel Johnson también se refiere a la estética de Schopenhauer en su ensayo The Cultured Faun. Toda la obra de Jacques Derrida ha sido muy influyente para la llamada filosofía continental y la comprensión del papel de la literatura en la modernidad.
Otras obras de ficción consideradas con contenido filosófico incluyen:
- Abubacer, El filósofo autodidacta
- Albert Camus, El extranjero
- Joseph Conrad, El corazón de las tinieblas
- Fiodor Dostoievski, Crimen y castigo
- Jostein Gaarder, El Mundo de Sofía
- Hermann Hesse, El juego de los abalorios
- James Joyce, Ulises
- Franz Kafka, La metamorfosis
- Milan Kundera, La insoportable levedad del ser
- Ibn al-Nafis, El teólogo autodidacta
- Thomas Mann, La montaña mágica
- Iris Murdoch, El mar, el mar
- Robert M. Pirsig, Zen y el arte del mantenimiento de la motocicleta
- Marcel Proust, En busca del tiempo perdido
- William Shakespeare, Hamlet
- León Tolstoi, La muerte de Iván Ilich
- Sergio Troncoso, La naturaleza de la verdad
- Voltaire, Cándido
- Marguerite Yourcenar, Memorias de Adriano

### Escritura filosófica como literatura
Todavía se leen varios filósofos por los méritos literarios de sus obras, además de su contenido filosófico. La filosofía en las Meditaciones del emperador romano Marco Aurelio es el estoicismo no original, pero las Meditaciones aún se leen por su mérito literario y por la percepción que dan al funcionamiento de la mente del emperador.
La filosofía de Arthur Schopenhauer se caracteriza por la calidad y legibilidad de su prosa, al igual que algunas de las obras de los empiristas británicos, como Locke y Hume. El estilo de Søren Kierkegaard se considera frecuentemente como arte poético y filosófico, especialmente en Temor y temblor y O lo uno o lo otro. Las obras de Friedrich Nietzsche como Así habló Zaratutra con frecuencia se parecen a la poesía en prosa y contienen imágenes y alusiones en lugar de argumentos.

## Filosofía en la literatura

### Filósofos en la literatura
Sócrates aparece con una apariencia muy ficticia, como una figura cómica y objeto de burla, en Las nubes de Aristófanes. En la obra, Sócrates aparece colgando de una cesta, donde pronuncia oráculos como:

Nunca pensaría en una sola cosa

acerca de los fenómenos celestes,

si no suspendiera mi mente en alto,

para mezclar mis pensamientos sutiles

con lo que es como ellos: El aire.

Si volviera mi mente a las cosas elevadas,

pero me quedé allí en el suelo, nunca haría

el menor descubrimiento. Para la tierra, ves,

atrae pensamientos húmedos hacia abajo

por la fuerza en sí mismo

el mismo proceso tiene lugar con berro de agua.

Jorge Luis Borges es quizás el autor preeminente de la ficción filosófica del siglo XX. Escribió una historia corta en la que el filósofo Averroes es el protagonista principal, en La búsqueda de Averroes. Muchos puntos de la trama en sus historias parafrasean y personifican con precisión el pensamiento de los principales filósofos, incluidos George Berkeley, Arthur Schopenhauer y Bertrand Russell; también atribuye varias opiniones a figuras como George Dalgarno.
Un punto clave de la trama en la novela de Umberto Eco, El nombre de la rosa, gira en torno al descubrimiento de un misterioso libro que resulta contener un manuscrito perdido de Aristóteles. La última novela de Eco, El péndulo de Foucault, se convirtió en el precursor de una serie de novelas policíacas o detectivescas que arrojan alusiones aprendidas y los nombres de pensadores históricos; ejemplos más recientes incluyen El código Da Vinci de Dan Brown y La regla de cuatro de Ian Caldwell y Dustin Thomason.
Además, Philip K. Dick, que a menudo se ha comparado con Borges, plantea un número significativo de cuestiones filosóficas en sus novelas, desde el problema del solipsismo hasta muchas cuestiones de percepción y realidad.

### Filósofos ficticios
Jorge Luis Borges presenta muchos temas filosóficos, y una serie de filósofos de ficticios en sus cuentos. Un movimiento filosófico de ficción es parte de la premisa de su historia Tlön, Uqbar, Orbis Tertius y el narrador anónimo de su historia. La biblioteca de Babel también podría llamarse un filósofo ficticio. Un teólogo ficticio es el tema de su historia en Tres versiones de Judas.
Los filósofos ficticios ocasionalmente aparecen en las obras de Robert A. Heinlein y Ray Bradbury. Forastero en tierra extraña de Heinlein, contiene largos pasajes que podrían considerarse sucesores de los diálogos filosóficos ficticios del mundo antiguo, ambientados en la trama.